# Kopalnia Węgla Kamiennego Concordia
Kopalnia Węgla Kamiennego Concordia (niem. Concordia-Grube) – kopalnia węgla kamiennego w Zabrzu, czynna od około 1843 roku, połączona z kopalnią Mikulczyce-Rokitnica w 1970 roku, następnie scalona z Kopalnią Węgla Kamiennego Pstrowski w 1973 roku; zlikwidowana w latach 90. XX wieku.

## Historia
Zakład wybudowano w latach 1841-1843. Kopalnia była własnością Karola Łazarza Henckel von Donnersmarcka; prowadziła eksploatację od 1841 roku (lub od 1843 roku) na podstawie nadania górniczego z 18/29 czerwca 1828 roku. Dysponowała szybami: Julia, Karol i Concordia, eksploatowano pokłady węgla koksującego. W 1850 roku przy kopalni uruchomiono koksownię Concordia staraniem Guidona Henckel von Donnersmarcka. Wykorzystywała ona węgiel z kopalni Concordia i zaopatrywała w koks położoną w jej sąsiedztwie Hutę Donnermarcka. 
23 czerwca 1851 roku połączono ją z polem górniczym Michael. Od 1873 roku należała do Donnersmarckhütte AG, w tymże roku zatrudniała 350 osób. W 1895 roku zbudowano odcinek kolejowy na trasie: Zabrze-Biskupice – Zabrze Północne – kopalnia Concordia. Na początku XX wieku kopalnia dysponowała dziesięcioma szybami (poziom wydobywczy na głównym polu znajdował się na głębokości 220 m), główny szyb Concordia pogłębiono do głębokości 575 m, zbudowano nowe wieże szybowe z maszynami wyciągowymi, powstała elektrownia zakładowa, rozbudowano sortownię, wydrążono szyby wentylacyjne. W 1913 roku zatrudnienie wyniosło około 3200 osób przy wydobyciu rocznym w okolicy 1 mln t węgla.
Około 1916 roku obszar górniczy kopalni Concordia wynosił około 10 km², jednak około 1916 roku obszar górniczy kopalni Concordia wynosił około 10 km², jednak w latach 20. XX wieku dostępne zasoby węgla zaczęły się wyczerpywać, dlatego rozpoczęto zagospodarowanie pola Belfort (nadane w 1916 roku) – wydrążono w tym celu dwa czterokilometrowe przekopy do szybu Maciej (West-Schacht, ostatni szyb kopalni, ukończony w 1922 roku) w Maciejowie. Inwestycja niestety nie pozwoliła na udostępnienie wydajnych pokładów węgla, a jedynie trzy cienkie i zaburzone tektonicznie pokłady Andreas. W 1928 roku gwarectwo Castellengo-Abwehr utworzyło zakład wodociągowy, który wykorzystywał wodę z szybu Maciej i szybu Jan, który należał do kopalni Mikulczyce, a obie kopalnie: Concordia i Mikulczyce połączono rurociągiem przeznaczonym dla wody przemysłowej.
W 1926 roku przejęło ją przedsiębiorstwo Oberhütten, które wydzierżawiło zakład gwarectwu Castellengo-Abwehr w 1933 roku. W 1938 roku kopalnia została sprzedana temuż gwarectwu za 1,6 mln marek. W dwudziestoleciu międzywojennym kopalnia była jednym z głównych dostawców węgla koksującego spośród górnośląskich zakładów wydobywczych. Od 1945 roku należała do Zabrzańskiego Zjednoczenia Przemysłu Węglowego. W latach 40. XX wieku, od 1945 roku przy kopalni działał obóz pracy przymusowej jeńców wojennych. 1 kwietnia 1958 roku zakład połączono z Kopalnią Węgla Kamiennego Ludwik tworząc Kopalnię Węgla Kamiennego Ludwik-Concordia. Wydobycie dawnej kopalni Concordia skoncentrowało się wokół rejonu szybu Maciej. Połączona kopalnia należała do Zabrzańskiego Zjednoczenia Przemysłu Węglowego; łączne wydobycie wyniosło 1 139 186 t w 1965 roku. 1 stycznia 1970 roku została scalona z kopalnią Mikulczyce-Rokitnica, skonsolidowany zakład funkcjonował pod nazwą Kopalnia Węgla Kamiennego Rokitnica. Kopalnia została 1 stycznia 1973 roku wcielona do Kopalni Węgla Kamiennego Pstrowski. W 1985 roku zakończono pracę koksowni Concordia (produkowała od 1957 roku wyłącznie koks pakowy) z uwagi na wymogi ochrony środowiska oraz szkody górnicze, w tym zapadnięcie się szybu Zbyszek. W 1992 roku zlikwidowano poziom 370 m udostępniony szybem Maciej, a następnie zlikwidowano rejon szybu Maciej; zabudowania powierzchni rejonu tegoż szybu zostały zachowane jako zabytek i stanowią atrakcję turystyczną. Na terenie koksowni działała firma Agrob-Eko, założona w 1995 roku, upadła w 2008 roku, która zajmowała się przetwórstwem tworzyw sztucznych. Teren po koksowni Concordia został zrekultywowany pomiędzy 2012 a 2015 rokiem.

### Wydobycie
Wykres wydobycia (w tonach) w wybranych latach od 1873 do 1938 roku:

## Galeria

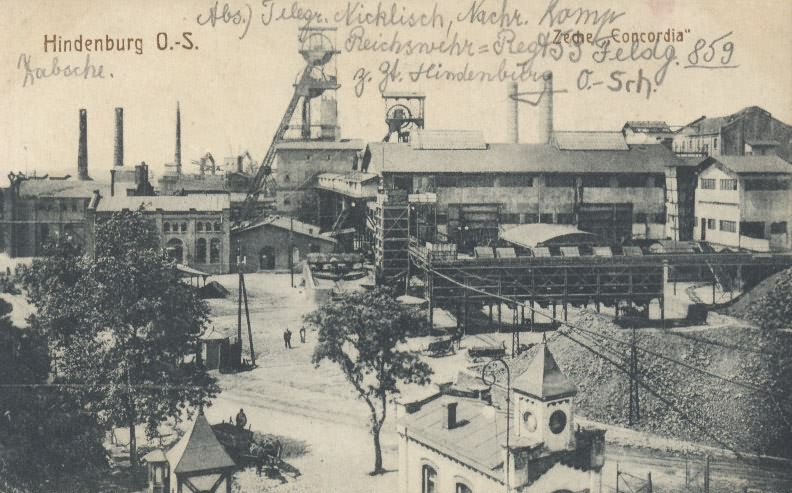
Kopalnia Concordia, pocztówka
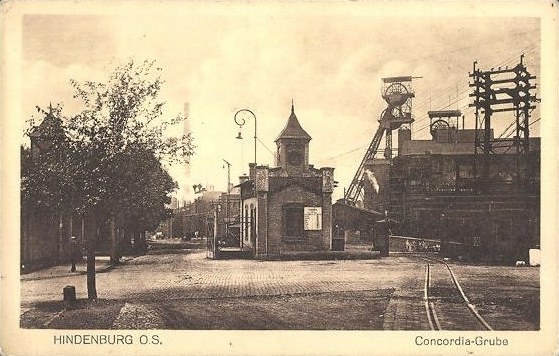
Kopalnia Concordia, przedwojenna pocztówka
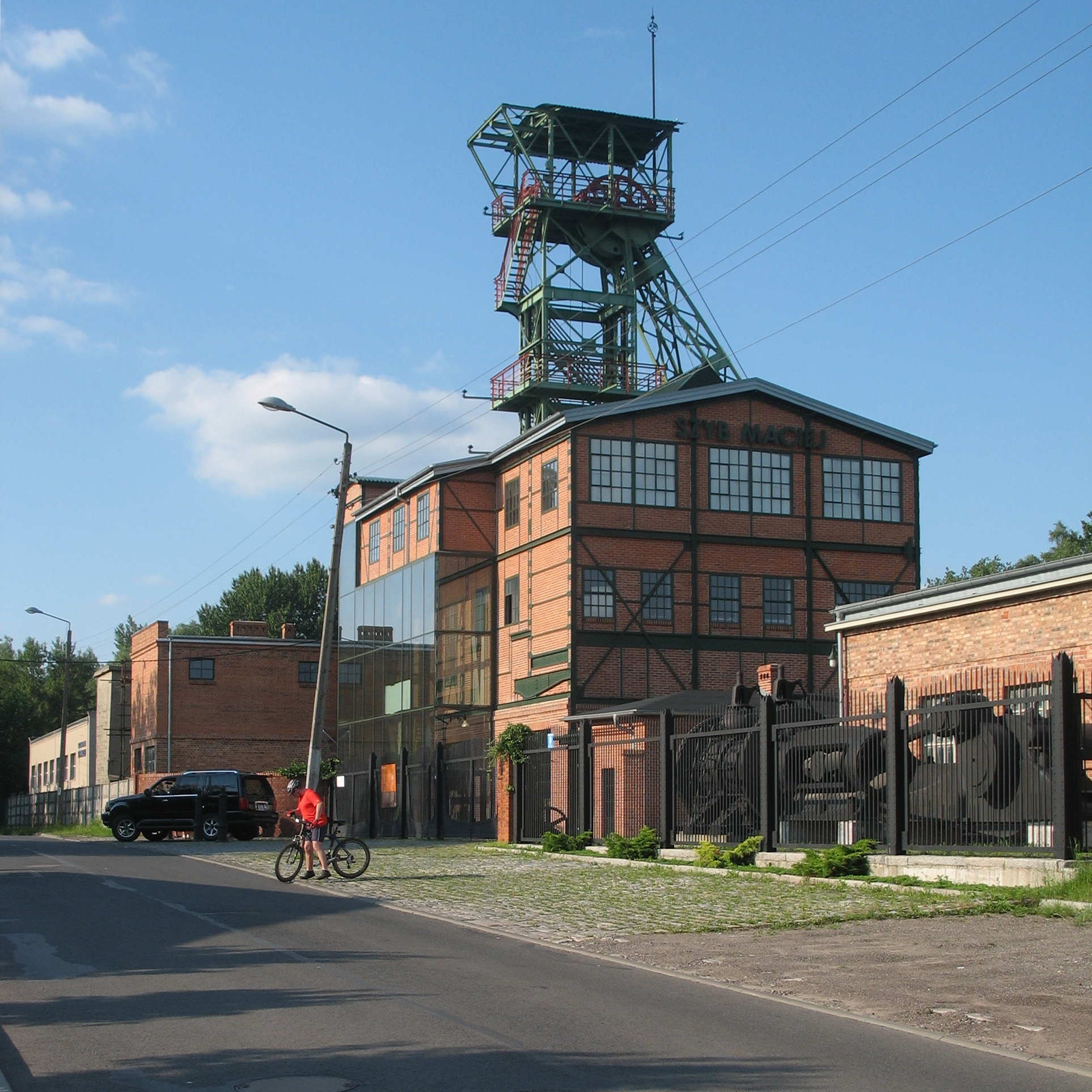
Zespół szybu Maciej (2013)
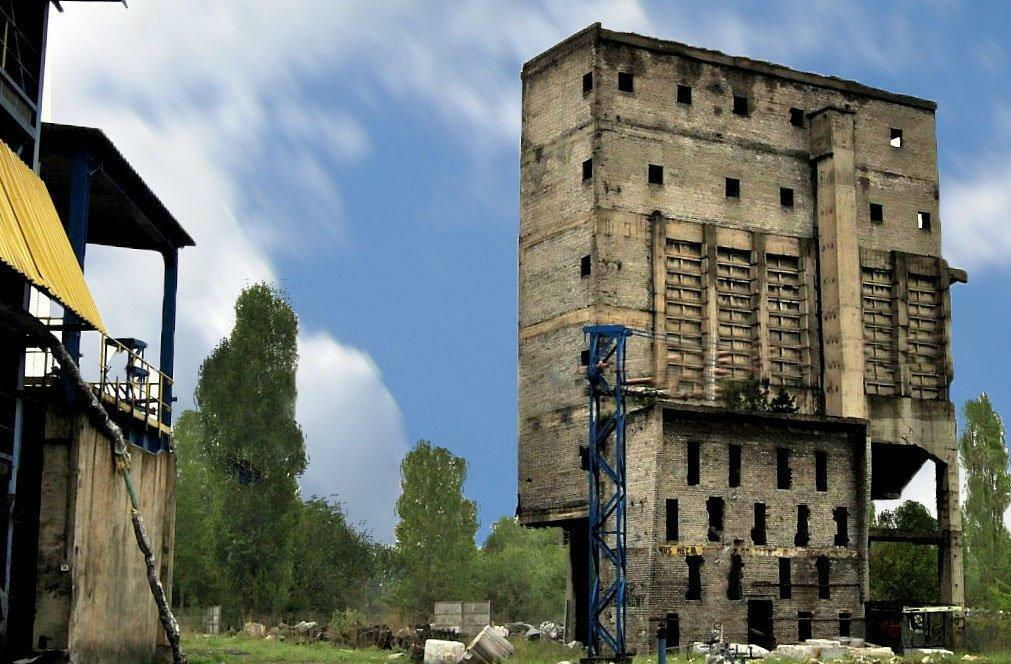
Wieża węglowa koksowni Concordia (2010)
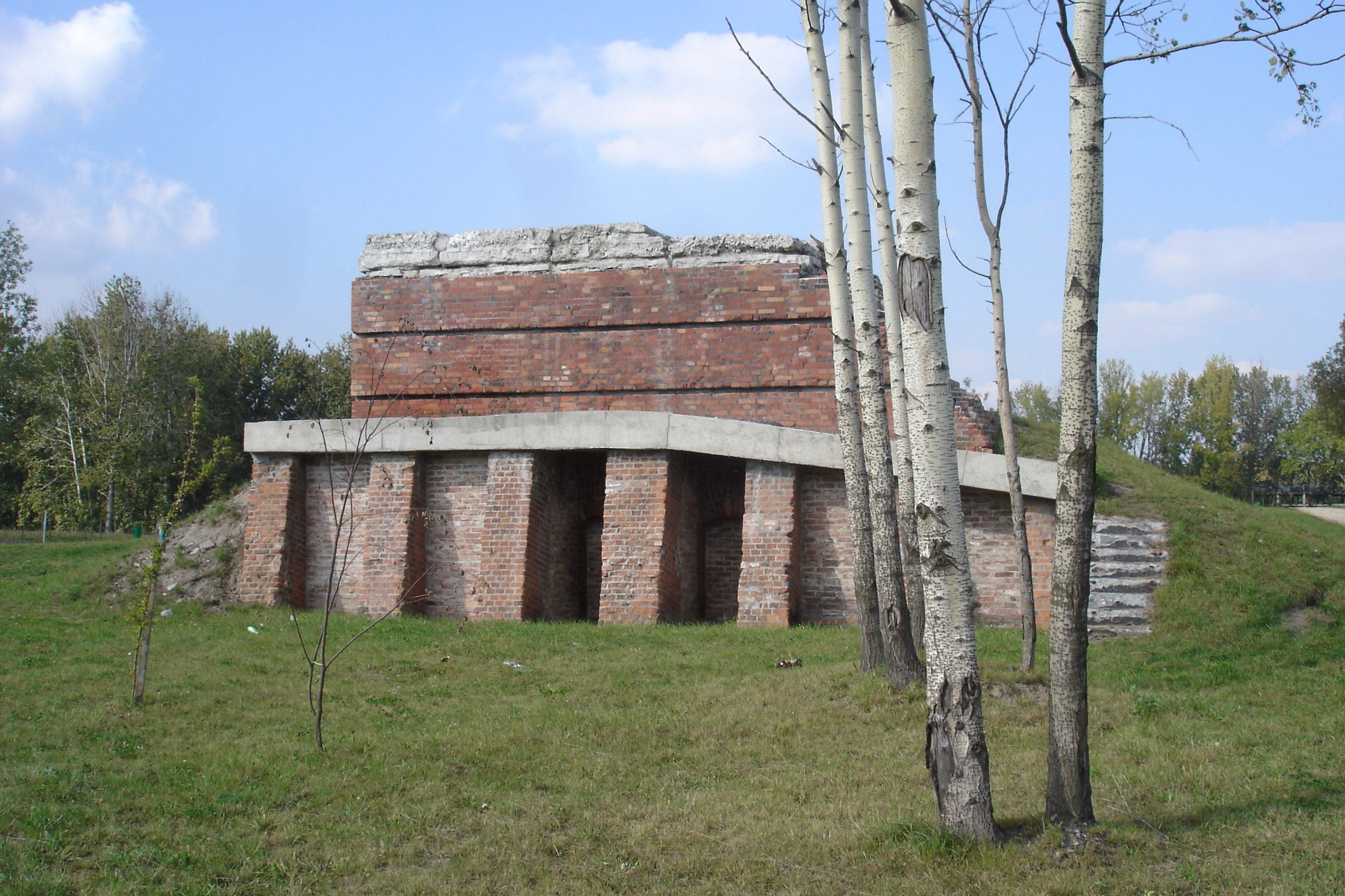
Ściana szczytowa baterii koksowniczej paku koksowni Concordia (2016)
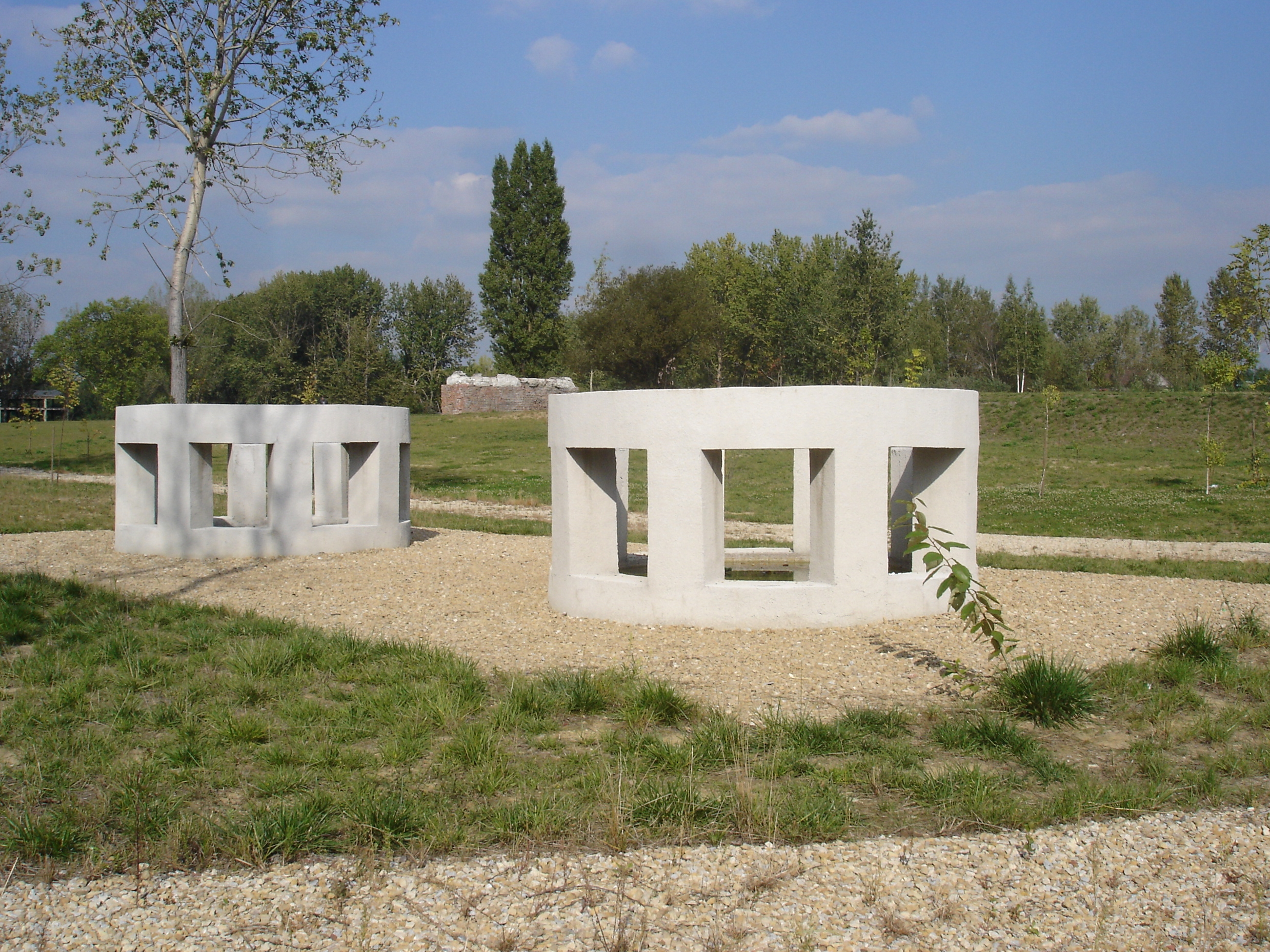
Instalacja przygotowania paku do baterii koksowniczej koksowni Concordia (2016)